# フェリックス・アーヨ
フェリックス・アーヨ（西: Félix Ayo、1933年7月1日 - 2023年9月24日）は、スペインのヴァイオリニスト。バスク地方出身。

## 略歴
セスタオに生まれ、パリ、シエーナ、ローマで学ぶ。
1951年にサンタ・チェチーリア国立アカデミアの卒業生12人から成るイ・ムジチ合奏団の創設メンバーの一人となり、翌1952年のデビュー以後コンサートマスターとして16年にわたり活動。
1955年にヴィヴァルディの『四季』を初めて録音し、フランス・ディスク大賞を獲得するなど大きな成功をおさめる。
1959年に行った『四季』のステレオ録音のアルバムは単独で950万枚以上のベスト・セラーとなった。
1970年にはローマ・ベートーヴェン四重奏団を結成した。ソリストとしても多くのオーケストラや、ベルリン室内管弦楽団、ローマ合奏団、オーストラリア室内管弦楽団等と協演している。また母校のサンタ・チェチーリア国立アカデミアで教職に就き、各国のマスタークラスでも教鞭を取る。
2023年9月24日に死去。90歳没。